# Joaquim Larroya i Solano
Joaquim «Quimet» Larroya i Solano (Lleida, 6 d'octubre de 1937 - 14 d'abril de 2021) va ser un piragüista català. Va dominar les competicions estatals de piragüisme en aigües tranquil·les durant els anys 1960 defensant els colors del Sícoris Club i va ser el primer lleidatà que va competir en uns Jocs Olímpics d'estiu. El 1974 rebé la placa al mèrit piragüístic.

## Biografia
Va participar en varis campionats d'Europa, el primer dels quals el 1957. El 1958 es va proclamar campió d'Espanya de 1.000 i 10.000 metres en K-1, repetint i guanyant d'altres proves en edicions posteriors, i l'any 1965 també va guanyar el Campionat d'Espanya de cros piragüístic. El seu cim com a palista va arribar als Jocs Olímpics d'estiu de 1960 a Roma on va disputar les proves de 1.000 metres a K-1 i K-2 arribant a les semifinals de les dues especialitats.
Larroya també es va classificar per als Jocs Olímpics de Tòquio 1964 i de Mèxic 1968 però no va poder competir-hi: en el primer cas perquè era l'únic que havia fet marca i la Federació Espanyola va decidí que no hi viatgés i, per a Mèxic, l'alcalde franquista Casimiro Sangenís no va donar-li permís perquè era funcionari municipal amb l'excusa que «als seus companys no els agradaria». Decebut es retirà als 31 anys. Va disputar diverses edicions del Descens Internacional del Sella, mantenint-se en actiu fins complerts els 70 anys.
Va morir als 83 anys d'edat víctima d'un càncer que li havia estat diagnosticat a l'agost.